# Bradly Nadeau
Bradly Nadeau, född 5 maj 2005, är en kanadensisk professionell ishockeyforward som spelar för Carolina Hurricanes i National Hockey League (NHL).
Han har tidigare spelat för Maine Black Bears i National Collegiate Athletic Association (NCAA).
Nadeau draftades av Carolina Hurricanes i första rundan i 2023 års draft som 30:e spelare totalt.

## Statistik
| 2018–2019  | North West Bulls    | NBBAAAHL    | 27 | 21 | 23 | 44  | 16 | 5  | 3  | 0  | 3  | 4 |
| 2019–2020  | North West Bulls    | NBBAAAHL    | 27 | 35 | 43 | 78  | 28 | —  | —  | —  | —  | — |
|            | Fredericton Caps    | NBPEIMMHL   | 6  | 0  | 1  | 1   | 0  | —  | —  | —  | —  | — |
| 2020–2021  | Fredericton Caps    | NBPEIMU18HL | 14 | 9  | 11 | 20  | 4  | 10 | 4  | 7  | 11 | 0 |
| 2021–2022  | Penticton Vees      | BCHL        | 49 | 20 | 26 | 46  | 12 | 17 | 11 | 13 | 24 | 2 |
| 2022–2023  | Penticton Vees      | BCHL        | 54 | 45 | 68 | 113 | 20 | 17 | 17 | 18 | 35 | 4 |
| 2023–2024  | Carolina Hurricanes | NHL         | 1  | 0  | 0  | 0   | 0  | —  | —  | —  | —  | — |
|            | Maine Black Bears   | NCAA        | 37 | 19 | 27 | 46  | 12 | —  | —  | —  | —  | — |
| NHL totalt | NHL totalt          | NHL totalt  | 1  | 1  | 0  | 1   | 0  | —  | —  | —  | —  | — |